# 单桥
单桥是一座位于中国河北省献县乐寿镇单桥村的明代古桥以及一座5孔石拱桥，第六批全国重点文物保护单位。明崇祯五年（1632年）開始修建，清顺治二年（1645年）建成。